# Pepe Álvarez
Josep Maria Àlvarez Suàrez (Belmonte de Miranda, Astúries, 20 de març de 1956) és un sindicalista espanyol nascut a Astúries, actual secretari general de la UGT a Espanya. Anteriorment va ser secretari general de la UGT de Catalunya del 1990 al 2016.

## Biografia
Neix a Alvariza (Belmonte de Miranda, Astúries) el 20 de març de 1956 i cursa estudis de Formació Professional a Noreña (Astúries).

## Militància a la UGT
L'any 1975 es trasllada a Barcelona i comença a treballar a l'empresa La Maquinista Terrestre y Marítima (Gec-Alsthon). Aquell mateix any s'afilia a la Unió General de Treballadors, on té el primer contacte amb la llengua i la realitat social catalana i és quan s'interessa per aprendre la llengua del país. El 1976 és escollit secretari d'Acció Sindical de la secció sindical de la seva empresa i membre del comitè d'empresa de la Maquinista des de les primeres eleccions sindicals.
El 1978 esdevé secretari d'organització de la Federació del Metall de la UGT de Catalunya. A partir d'aquest any assumeix diferents càrrecs al sindicat. El més destacat és el de secretari general del Sindicat del Metall de Barcelona, el sindicat amb més afiliació de la Confederació. L'any 1988 torna a ser elegit secretari d'Organització de la Federació del Metall de la UGT de Catalunya i membre del Comitè Confederal. El 1989 és elegit president de la Comissió Gestora de la UGT de Catalunya

## Secretari general de la UGT d'Espanya
El 12 de març del 2016, en el marc del 42è Congrés Confederal de la UGT d'Espanya, amb l'eslògan "La unión en pie", celebrat a la seu del sindicat a Madrid i al complex de l'ONCE de Duques de Pastrana, Josep Maria Álvarez és escollit secretari general Confederal en vèncer per 17 vots l'altre candidat, Miguel Angel Cilleros.

## Secretari general de la UGT de Catalunya
Al maig de 1990 el 8è Congrés de la UGT de Catalunya l'elegeix com a secretari general de la UGT de Catalunya, i En el IX Congrés de la UGT de Catalunya, el 1994, surt reelegit secretari general de l'organització, torna a ser reelegit en els següents congressos, el IX (1994) el X (1998), l'XI (2002), el XII (2005) i el XIII (2009). Des del 1995 és membre del Consell Social de la Llengua Catalana a proposta del Consell de Treball.
L'any 1993 impulsa la creació de l'Associació Sindical Interregional dels 4 Motors per Europa, on es troben integrats els sindicats de Catalunya, de Llombardia, de Baden Württemberg i de Roine-Alps, afiliats a la Confederació Europea de Sindicats. Amb la idea que la UGT de Catalunya ha d'anar cap a la construcció d'un sindicat nacional articulat amb una confederació europea de sindicats.
Quan accedeix a la Secretaria General del Sindicat l'any 1990 emprèn una nova línia política de compromís amb el fet nacional que s'encamina, entre d'altres, a reforçar la sobirania de l'organització catalana. Catalanitzar-lo des de dues vessants, la llengua –el sindicat ha fet un esforç molt important de normalització lingüística en les seves relacions externes i internes, a través del seu Servei Lingüístic, la creació i consolidació del qual va propiciar- i alhora treballa per la construcció d'un marc català de relacions laborals autònom. El compromís del sindicat amb els treballadors li fa entendre que la normalització lingüística en el món laboral ha de posar el català a l'abast dels treballadors, el català l'entén com un dret dels treballadors, com un element per a garantir i potenciar la cohesió social.
D'aleshores ençà s'han endegat i consolidat dos projectes de projecció d'aquesta voluntat, la publicació Les notícies de llengua i treball –que va sortir per primera vegada l'any 1997– i les Jornades Llengua, Treball i Societat –la primera de les quals es va celebrar l'any 1996 a Barcelona–. Tant la publicació com les Jornades són coparticipades per la UGT de Catalunya i la UGT de les Illes Balears.
Contribueix també a la consolidació i engrandiment de l'organització impulsant el treball en diferents àrees de magnitud social i sindical amb la creació de serveis específics dins el sindicat com AMIC (Associació d'Ajuda Mútua d'Immigrants a Catalunya), CTAC (Confederació de Treballadors Autònoms de Catalunya) i Avalot (Joves de la UGT de Catalunya).
És assessor d'Endesa a Catalunya.

## Premis
Li ha estat concedit el premi d'Honor Lluís Carulla el 2003 en reconeixement de la seva tasca en l'impuls de la llengua i cultura catalana en l'àmbit sindical.